# Фишеровское убегание

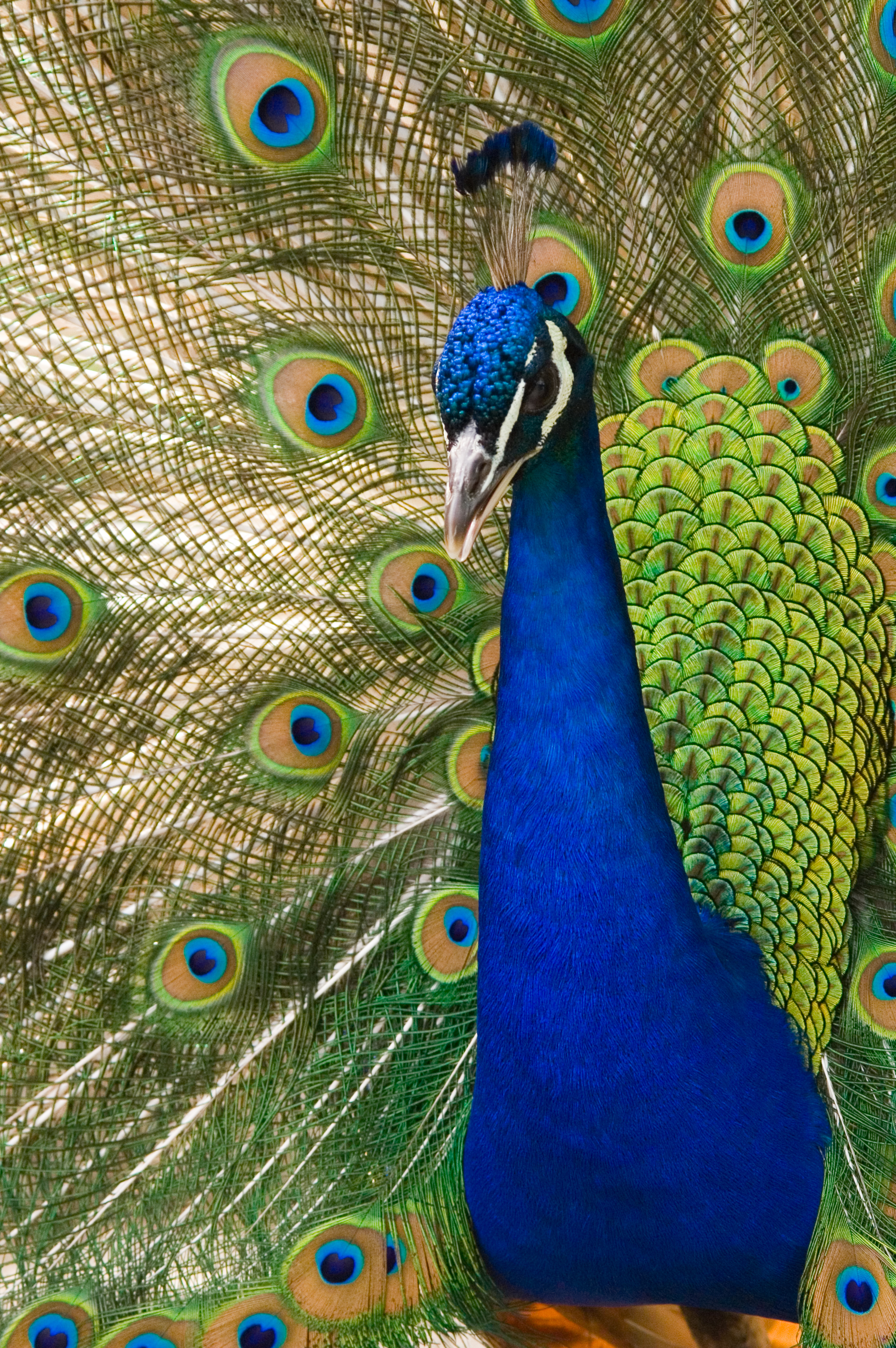
Павлиний хвост является классическим примером избыточных брачных украшений самцов, которые могут быть результатом фишеровского убегания

Фи́шеровское убега́ние (англ. Fisherian runaway) — предложенный в начале XX века Рональдом Фишером гипотетический механизм полового отбора, призванный объяснить эволюцию неадаптивных, биологически нейтральных признаков — в частности гипертрофированных брачных украшений, встречающихся у самцов многих видов живых существ, для которых характерно половое размножение. Фишер описал механизм, из-за которого предпочтение со стороны самок и, как следствие, репродуктивное преимущество получали наиболее «украшенные» самцы.
Эволюция украшений самцов, примером которой служит красочный хвост самцов павлинов, существенно отличающийся от более скромного хвоста самок, представляет парадокс для эволюционных биологов, начиная с Чарльза Дарвина и вплоть до современной синтетической теории эволюции. Отбор особей с дорогостоящими и зачастую невыгодными для личного выживания украшениями представляется несовместимым с естественным отбором. Теория фишеровского убегания является попыткой разрешить этот парадокс, используя предполагаемый генетический механизм, объясняющий как предпочтения самок, так и внешний вид самцов на основе принципа полового отбора.
Гипотеза автора теории состоит в том, что самки выбирают привлекательных самцов с наиболее развитыми декоративными признаками только по причине обладания самцами этими признаками — в отличие от концепции гандикапа, где предполагается, что самки принимают во внимание то, как эти украшения усложняют самцу жизнь и потому свидетельствуют о его лучшей приспособленности в целом. Согласно Фишеру, случайно возникшие в силу мутации предпочтения самками самцов с более развитыми украшениями могут привести к тому, что самцы с более высокой степенью развития этого признака начинают оставлять больше потомства, чем те, которые этим признаком обладают в меньшей мере. В результате, следующее поколение наследует как более развитые украшения у самцов, так и предпочтения к таким самцам у самок. Таким образом, возникает механизм положительной обратной связи, закрепляющий как признак, так и его предпочтение.
Гипотеза Фишера стала темой оживлённой дискуссии, которая не завершена до сих пор. Были выдвинуты и обоснованы альтернативные объяснения указанного эффекта.